# Kritische depositiewaarde
De kritische depositiewaarde (afgekort KDW) is de hoeveelheid depositie die een intact ecosysteem over langere tijd kan verdragen zonder dat significante schade optreedt aan de structuur of het functioneren van dat systeem.

## Wetgeving
De KDW's vormen de wetenschappelijke basis op grond waarvan beleidsmaatregelen worden genomen om te voldoen aan natuurwetgeving zoals de Stikstofwet (Nederland) of de Programmatorische Aanpak Stikstof (Vlaanderen). In tussentijdse beleidsdoelstellingen wordt soms gewerkt met KDW+, een waarde van matige overschrijding, waarbij het depositieniveau van maximaal 2x KDW als indicatie van matige overschrijding wordt gezien.

## Waarden
De depositiewaarde wordt uitgedrukt in kilogram of mol stikstof per hectare per jaar. Er wordt bij depositie soms gerekend met mol omdat een kilo ammoniak niet vergelijkbaar is met een kilo stikstofoxide, terwijl met mol deze stoffen die allebei stikstof bevatten en in de natuur neerslaan wel vergelijkbaar zijn. De KDW verschilt per type habitat. Het varieert van 7 kg N/ha j voor actief hoogveen, tot meer dan 34 kg N/ha j voor estuaria, slikwadden en zandplaten en rietlanden. De waardetoekenning aan gebieden vindt plaats in een hexagonaal rooster.
Door de UNECE zijn ecosysteemtypen van plantengemeenschappen gedefinieerd. Deze definities zijn gehanteerd voor de vaststelling van de kritische waarden in “consensus meetings”.
Voortschrijdend inzicht als gevolg van een rapport van internationale wetenschappers onder begeleiding van het Nederlandse bedrijf B-ware dat in oktober 2022 verscheen, geeft aan dat een deel van de Nederlandse beschermde natuur meer last van stikstof heeft dan werd aangenomen. Deze bevindingen hebben tot gevolg dat een deel van de stikstofnormen in Nederland moet worden aangescherpt.
De Wet Ammoniak en Veehouderij maakt in plaats van KDW gebruik van zogenaamde gevoeligheidsklassen. De kritisch depositiewaarde kan als volgt vertaald worden naar de gevoeligheidsklassen:
| gevoeligheidsklasse  | kg N/ha/j | Mol N/ha/j   |
| -------------------- | --------- | ------------ |
| Zeer gevoelig        | <20       | <1400        |
| Gevoelig             | 20 - <34  | 1400 - <2400 |
| Minder/niet gevoelig | >34       | > 2400       |

## Metingen
Om overschrijdingen vast te stellen kan met emissieregistratie gewerkt worden die verwerkt worden in modellen. Ook kunnen metingen worden verricht op de grond en vanuit satellieten. In Nederland worden op verschillende manieren stikstofmetingen verricht.

## Kritiek
Vanuit de agrarische sector is er kritiek op de kritische depositiewaarden. Volgens Land- en Tuinbouworganisatie (LTO) Nederland is de KDW alleen niet voldoende om de staat van de natuur te beoordelen en levert een overschrijding van de KDW niet noodzakelijkerwijs een verslechtering op van de natuur. Ook wordt gesteld dat sommige kritische waarden gebaseerd zijn op kasonderzoek en niet op veldonderzoek.